# Mänspe
Koordinaten: 58° 49′ N, 22° 28′ O

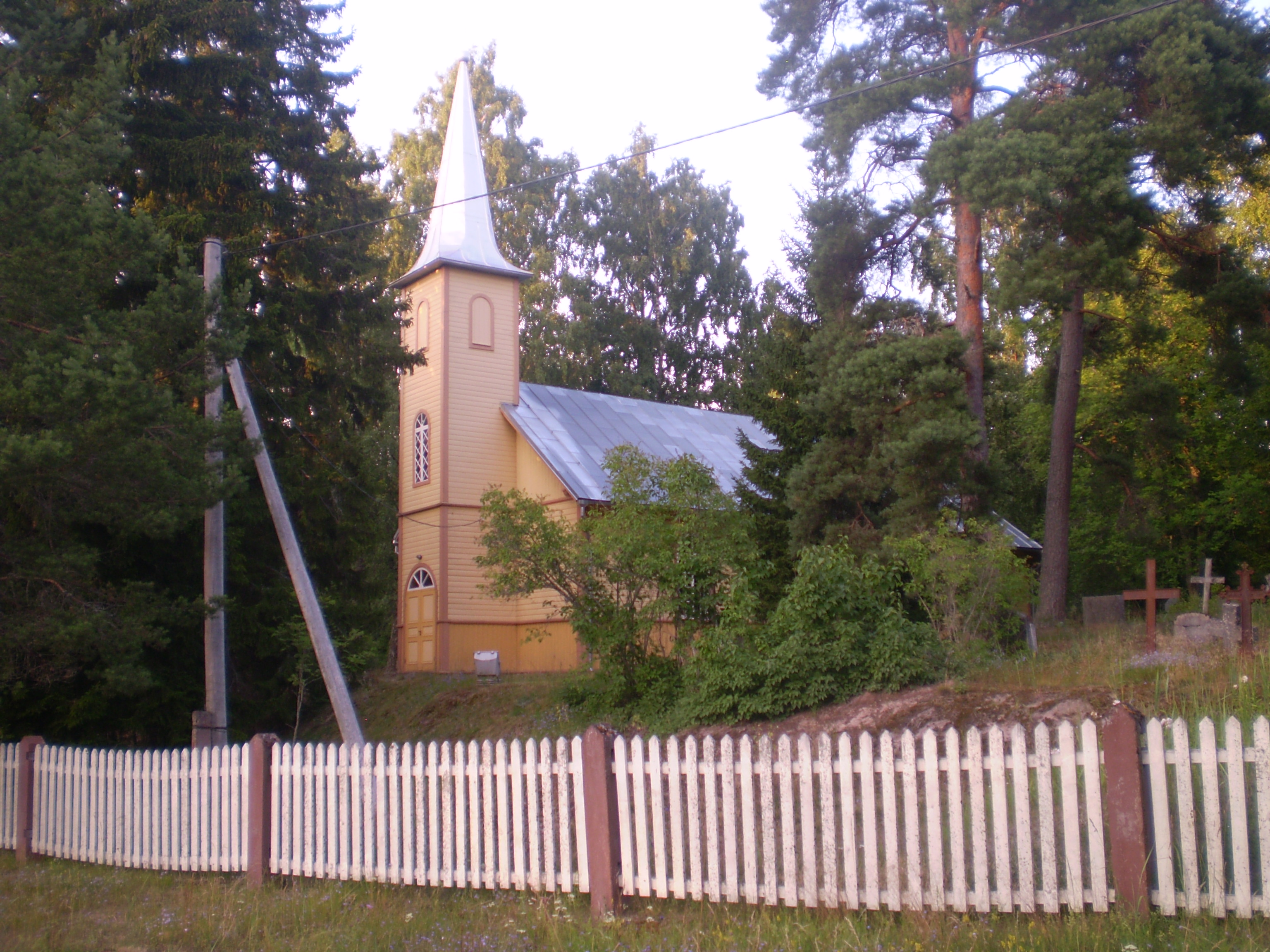
Die 1908 errichtete Kirche von Mänspe mit ihrem Friedhof

Mänspe (inoffiziell auch Mänspäe oder Mõnspäe) ist ein Dorf (estnisch küla) in der Landgemeinde Hiiumaa (bis 2017: Landgemeinde Emmaste). Es liegt auf der zweitgrößten estnischen Insel Hiiumaa (deutsch Dagö), direkt an der Ostseeküste.

## Beschreibung
Mänspe (deutsch Mänspäh) an der Westküste der Insel hat heute 19 Einwohner (Stand 31. Dezember 2011). Es liegt 14 Kilometer nordwestlich des Dorfs Emmaste.

## Sehenswürdigkeiten
Sehenswert sind die Kapelle und der Friedhof des Ortes. Das erste Gotteshaus wurde um 1690 von Seeleuten aus Dankbarkeit für ihre Rettung errichtet. Später verfiel es zusehends. Im Oktober 1908 konnte die neue evangelisch-lutherische Holzkirche eingeweiht werden.
Auf dem kleinen Friedhof erinnert ein Gedenkstein an das Schicksal von vierzehn örtlichen Bauern, die am 12. Oktober 1941 von der sich vor deutschen Truppen zurückziehenden Roten Armee ermordet wurden.